# ディーケイシー
株式会社ディーケイシーは、かつてインターネットで家電製品の販売を行っていた日本の企業。

## 概要
1998年4月に元ソニー社員であった福本繁夫によって設立。「家電専門店まいど」を自社で運営していた他、楽天市場、Yahoo!ショッピング、Amazon.co.jpにも出店していた。当初は家電製品のみを取り扱っていたが、後にブランド品も取り扱うようになった。
2009年・2010年と2年連続で楽天ショップ・オブ・ザ・イヤーを、2013年にはYahoo!ベストストアAV部門第1位・総合部門・家電部門第2位となった事をそれぞれ公表した他、2014年3月期の売上に関しても約118億円であったことを公表していた。
そんな中、ディーケイシーが行っていた架空循環取引によるポイント取得疑惑が持ち上がり、産経新聞は2014年11月にディーケイシーに対して、この疑惑に関する取材を申し込んだ。産経新聞によれば、Yahoo!ショッピングが実施しているキャンペーン期間中において、複数のYahoo! JAPANIDを不正に利用して「家電専門店まいど」ヤフー店に対して架空とみられる注文を大量に出し、多額の増額分ポイントを取得していた。キャンペーン期間中の売上は通常の十数倍に上っていたという。産経新聞による取材を機に、ディーケイシーの売上は大きく落ち込んだ。ディーケイシーはこの他にも、粉飾決算を行っていたことが明らかとなった。さらにディーケイシーは債務超過にも陥り、資金繰りが悪化していた。
2015年3月6日に全店舗を閉鎖し、事後処理を弁護士に一任。ディーケイシーは同年4月27日に関連会社であるDMCと共に東京地方裁判所へ破産を申請。翌4月28日に破産手続開始決定を受けた。負債総額は約65億4000万円。関連会社であったOnseyとNeonも同年6月17日に東京地方裁判所から破産手続開始決定を受けた。福本前社長自身も同年5月に東京地方裁判所から破産手続開始決定を受けた。
警視庁は2016年9月28日、福本前社長を破産法違反（虚偽説明）の容疑で逮捕した。福本前社長は同年11月16日にも、元社員と共に破産法違反（詐欺破産）の容疑で警視庁に再逮捕された。2018年5月25日に東京地方裁判所において第一審判決が行われ、裁判長は福本前社長に対して懲役3年の実刑判決を言い渡した。福本前社長は東京高等裁判所へ控訴したが、東京高等裁判所は2019年4月24日に行われた控訴審において、東京地方裁判所の第一審を支持し、福本前社長の控訴を棄却する判決を下した。
ディーケイシーは2019年2月8日に法人格が消滅した。

## 関連会社
- 株式会社DMC - 2015年4月28日破産手続開始決定。2018年12月14日法人格消滅[12]。
- Onsey株式会社 - 2015年6月17日破産手続開始決定。2016年11月11日法人格消滅[13]。
- Neon株式会社 - 2015年6月17日破産手続開始決定。2016年11月11日法人格消滅[14]。